# Pot Luck
Pot Luck, eller helt nøjagtigt Pot Luck with Elvis, er en LP-plade/album med Elvis Presley. Pot Luck blev udsendt på RCA i både en mono og en stereo version med nummeret hhv LPM/LSP 2523 og var på gaden den 5. juni 1962. Optagelserne fandt sted over flere omgange og tog sin begyndelse den 22. marts 1961 hos Radio Recorders i Hollywood, hvorefter resten blev henlagt til RCA Studio B i Nashville, Tennessee på dagene 25. juni og 15. oktober 1961 samt 18 og 19. marts 1962. Pladens højeste placering på den amerikanske LP-hitliste var en 4. plads.

## Om sangene
Pladen er domineret af sangskriverparret Doc Pomus og Mort Shuman, som havde skrevet Presleys millionhit "Surrender" (1960) og singlesuccesen "His Latest Flame"/"Little Sister". Pomus og Shumans kompositioner "Kiss Me Quick" og "Suspicion" blev udsendt som single to år efter albummets udgivelse, idet sangeren Terry Stafford fik et mindre hit med en coverversion af "Suspicion". Også andre af Presleys sædvanlige sangskrivere bidrog til LP'en, fx Don Robertson, Otis Blackwell og Paul Evans.
Kompositionen "That's Someone You Never Forget" blev til efter ideoplæg fra Elvis Presley selv, der også skrev sangen sammen med medlem af Memphis-mafiaen Red West. Sangen "Steppin' Out of Line" er oprindeligt indspillet til brug i filmen Blue Hawaii, hvor den imidlertid blev i overskud.

## Personerne bag albummet
- Elvis Presley – sang, guitar
- Scotty Moore – guitar
- Hank Garland – guitar
- Tiny Timbrell – guitar
- Harold Bradley – guitar
- Grady Martin – guitar, vibrafon
- Floyd Cramer – klaver, orgel
- Dudley Brooks – klaver
- Gordon Stoker – klaver
- Bob Moore – basguitar
- D.J. Fontana – trommer
- Buddy Harman – trommer
- Boots Randolph – saxofon
- Millie Kirkham – kor
- The Jordanaires – kor

## Indhold

### Side 1
| Nummer | Indspilningsdato | Sangtitel                   | Sangskriver(e)                           | Tid  |
| ------ | ---------------- | --------------------------- | ---------------------------------------- | ---- |
| 1.     | 25/6/61          | Kiss Me Quick               | Doc Pomus og Mort Shuman                 | 2:46 |
| 2.     | 18/3/62          | Just for Old Time Sake      | Roy C. Bennett og Sid Tepper             | 2:08 |
| 3.     | 18/3/62          | Gonna Get Back Home Somehow | Doc Pomus og Mort Shuman                 | 2:27 |
| 4.     | 18/3/62          | (Such an) Easy Question     | Otis Blackwell og Winfield Scott         | 2:18 |
| 5.     | 22/3/61          | Steppin' Out of Line        | Fred Wise, Ben Weisman og Dolores Fuller | 1:54 |
| 6.     | 25/6/61          | I'm Yours                   | Hal Blair og Don Robertson               | 2:21 |

### Side 2
| Nummer | Indspilningsdato | Sangtitel                          | Sangskriver(e)             | Tid  |
| ------ | ---------------- | ---------------------------------- | -------------------------- | ---- |
| 1.     | 18/3/62          | Something Blue                     | Paul Evans og Al Byron     | 2:57 |
| 2.     | 19/3/62          | Suspicion                          | Doc Pomus og Mort Shuman   | 2:34 |
| 3.     | 19/3/62          | I Feel That I've Known You Forever | Doc Pomus og Alan Jeffreys | 1:39 |
| 4.     | 15/10/61         | Night Rider                        | Doc Pomus og Mort Shuman   | 2:08 |
| 5.     | 18/3/62          | Fountain of Love                   | Bill Giant og Jeff Lewis   | 2:12 |
| 6.     | 25/6/61          | That's Someone You Never Forget    | Elvis Presley og Red West  | 2:47 |